# Svatý Mikuláš (Vraclav)
Svatý Mikuláš (německy Sankt Niklas) je malá vesnice a část obce Vraclav v okrese Ústí nad Orlicí. Nachází se asi 0,5 kilometru severovýchodně od Vraclavi. Svatý Mikuláš leží v katastrálním území Vraclav o výměře 9,74 km².

## Historie a pamětihodnosti
První písemná zmínka o vesnici pochází z roku 1688.

## Pamětihodnosti
- Barokní poutní kostel svatého Mikuláše nad vydatným pramenem na SV úpatí hradiště. Pozdně barokní stavba z let 1724–1726 podle plánů Karla Antonína Canevalle stojí na kamenné terase s dvouramenným schodištěm. Čtvercová loď se zaoblenými rohy je sklenuta plochou kupolí, na jižní straně čtvercový presbytář, na severní nad vchodem štítové průčelí mezi dvěma nízkými věžemi. Zařízení z první poloviny 18. století.
- Hradiště Vraclav na jižním okraji vesnice
- Ve stráni nad terasou roubená poustevna z roku 1692.
- Severně pod kostelem a terasou, na místě barokních lázní, stojí hostinec čp. 5.[5]

## Galerie

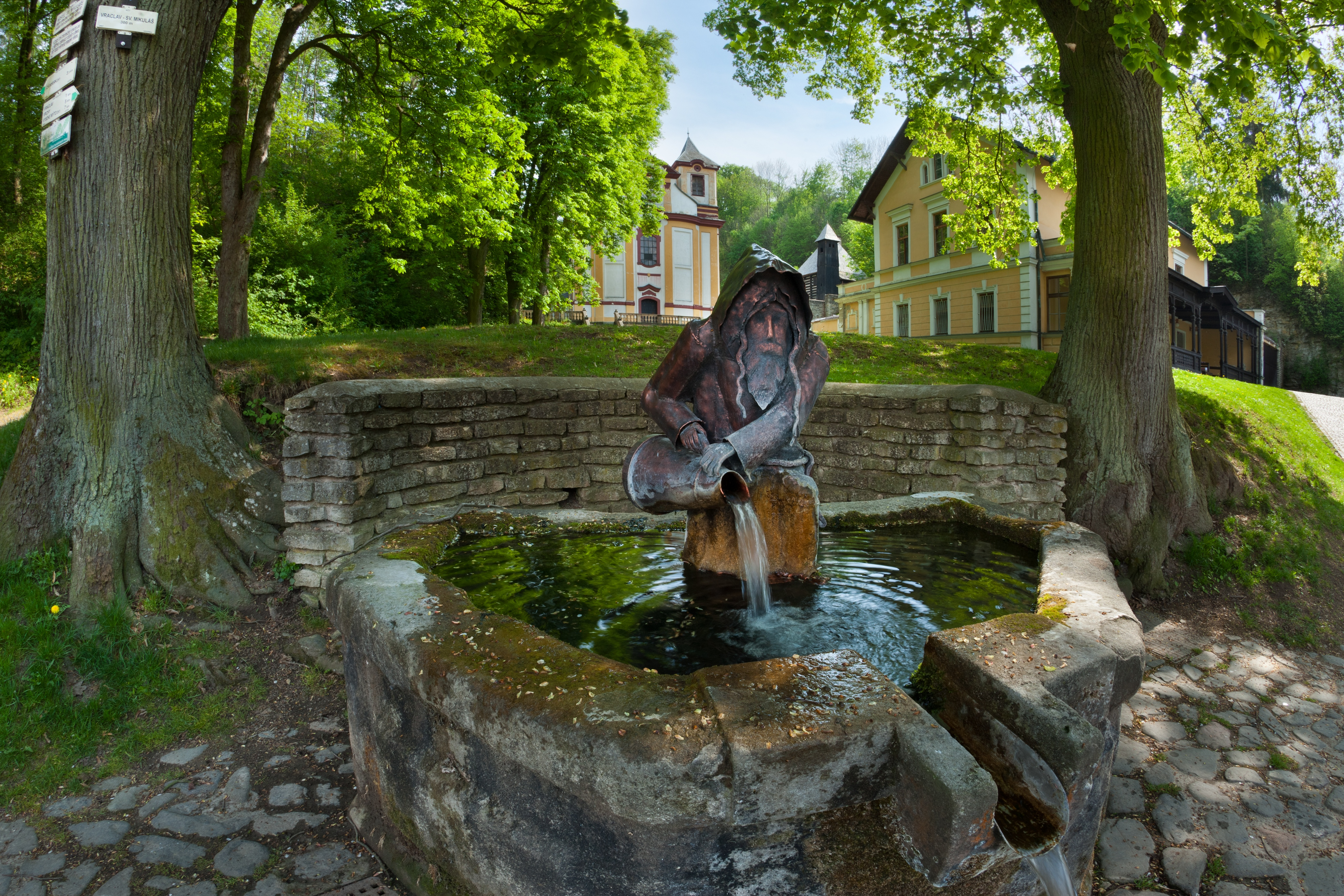
Kašna
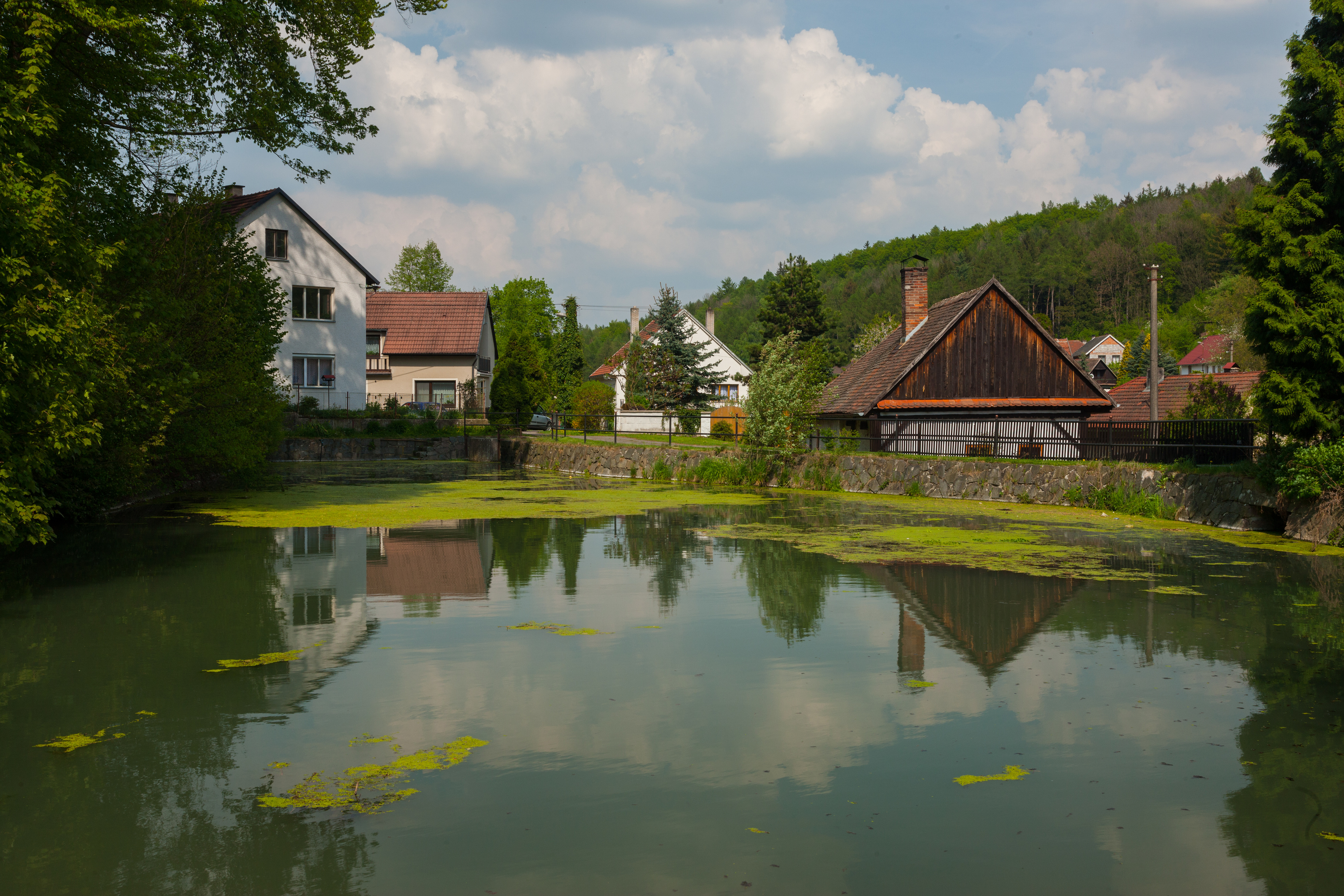
Nádrž
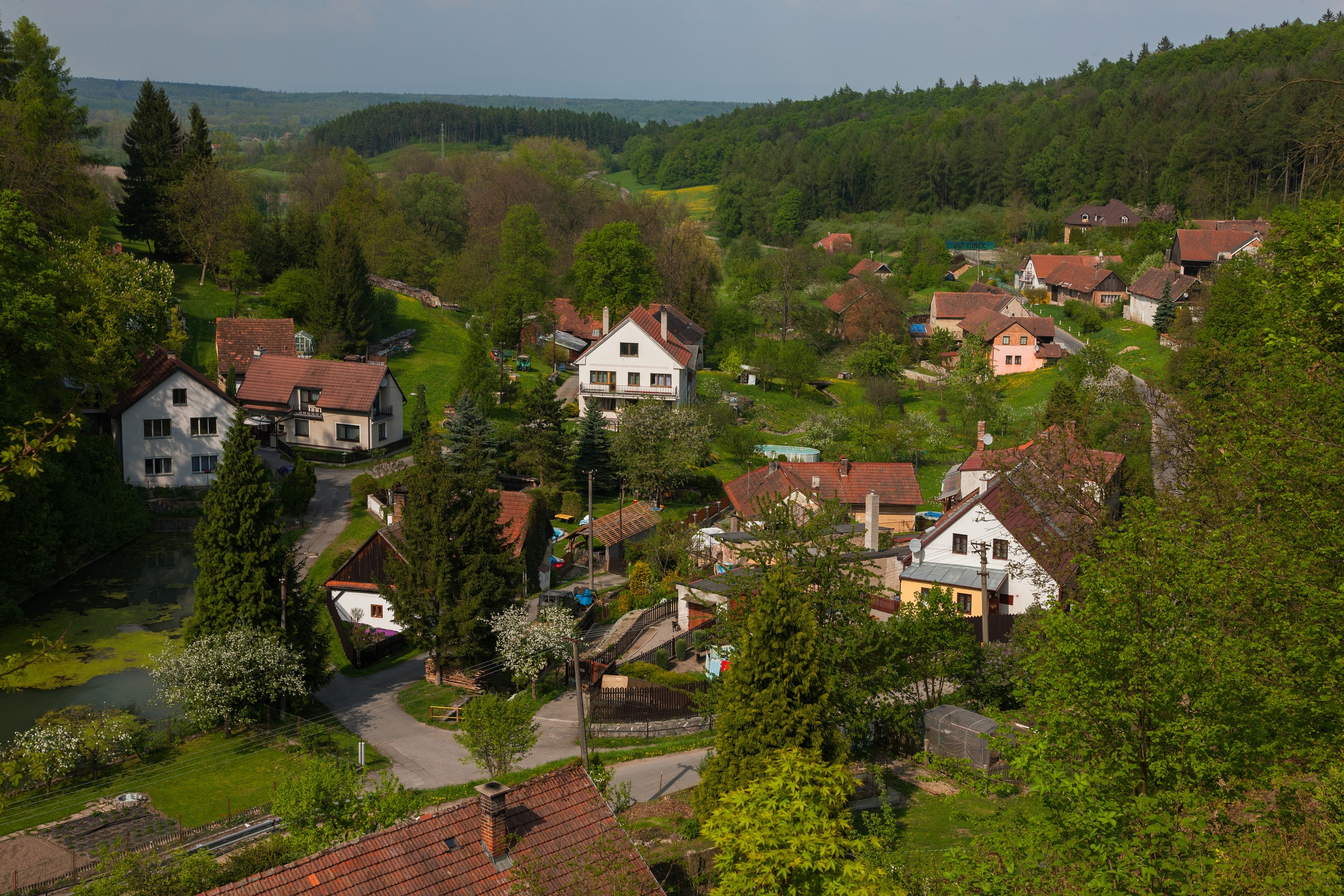
Svatý Mikuláš